# Alberto Ramos
Pour les articles homonymes, voir Ramos.
Alberto Ramos, né à Puno (Pérou) est un ingénieur agronome et homme politique péruvien. Il est ministre du Développement agraire et de l'Irrigation entre le 1er et le 8 février 2022.

## Biographie
Alberto Ramos est diplômé de l'Université nationale de l'Altiplano de Puno (en) en tant qu'ingénieur agronome et titulaire d'une licence en sciences agronomiques dans la même université,.
Il possède une expérience professionnelle publique et privée dans le secteur agricole. Il a notamment été coordinateur pour le département de Lima afin de développer l'agriculture rurale dans des projets fruitiers, la conservation et le reboisement des sols, des travaux de production d'avocats.
En 2012 et 2014, il travaille également pour l'« Instituto Nacional de Estadística e Informática » en tant que coordinateur départemental et provincial des recensements agricoles et de la population.
Entre 2019 et 2020, il est coordinateur du Programme de développement productif agricole rural.
Entre le 1eret le 8 février 2022, il est nommé dans l'éphémère troisième gouvernement de Pedro Castillo, dirigé par le président du Conseil Héctor Valer.